# آگوتی جزیره روآتان
آگوتی جزیره روآتان (نام علمی: Dasyprocta ruatanica) نام یک گونه از سرده آگوتی است.